# Všetaty (Rakovník)
Všetaty é uma comuna checa localizada na região da Boêmia Central, distrito de Rakovník.